# William McIntosh
Wiliam McKintosh o Tustunnuggee Hutke (guerrer blanc) (Coweta, 1775-1825). Cabdill creek, fill d'un escocès i d'una creek anomenada Senoya. Parent d'Alexander McGillivray, el 1800 fou nomenat micco de Coweta. Es va enriquir venent carn a l'exèrcit nord-americà, i per això va lluitar al seu costat a la Guerra Creek del 1813, en contra de Menawa, que donava suport a Tecumseh (cabdill shawnee), cosa que l'enfrontaria amb Menawa, aleshores cap dels Upper. El 1825 va signar el Tractat d'Indian Springs pel qual cedia gairebé tot el territori creek als Estats Units a canvi de marxar a Oklahoma. Això provocà que un consell creek el condemnés a mort i l'assassinés.